# Третьяк, Иван Моисеевич
Ива́н Моисе́евич Третья́к (20 февраля 1923 — 3 мая 2007) — советский военачальник, генерал армии (1976). Заместитель министра обороны СССР (1986—1991), Главнокомандующий Войсками ПВО СССР (1987—1991). Герой Советского Союза (1945). Герой Социалистического Труда (1982). Член ЦК КПСС (1976—1990).

## Биография

Могила Третьяка на Троекуровском кладбище Москвы

Родился 20 февраля 1923 года в селе Малая Поповка Хорольского района Полтавской области (Украина) в крестьянской семье. Украинец. 
Окончил школу-семилетку и Полтавский сельскохозяйственный техникум.
В Красную армию был призван в 1939 году. В 1941 году окончил Астраханское стрелково-пулемётное училище.
На фронтах Великой Отечественной войны с декабря 1941 года. Был командиром взвода в 19-й стрелковой бригаде на Западном фронте. Уже в январе 1942 года был тяжело ранен. После выздоровления воевал в 29-й гвардейской стрелковой дивизии на Западном и 2-м Прибалтийском фронтах, командовал ротой, был заместителем командира, а с июля 1943 года — командиром стрелкового батальона. 
Летом 1944 года комбату Ивану Третьяку командир дивизии генерал-майор А. Т. Стученко поставил боевую задачу возглавить передовой отряд совместно с танковым батальоном. Выполняя приказ, танкисты и пехотинцы на машинах вышли в немецкий тыл и по лесным дорогам скрытно вышли к реке Великой. Был найден брод, по которому отряд успешно переправился и завершающим ночным броском вышел на окраину города Опочка. Появление танков с десантом на броне стало полной неожиданностью для немецкого гарнизона, возникла паника. Дерзкими действиями бойцы овладели городом, нанеся противнику большие потери. Город был удержан до подхода главных сил. Иван Третьяк был представлен к званию Героя.
Указом Президиума Верховного Совета СССР от 24 марта 1945 года за образцовое выполнение боевых заданий командования на фронте борьбы с немецкими захватчиками и проявленные при этом отвагу и геройство гвардии майору Третьяку Ивану Моисеевичу присвоено звание Героя Советского Союза с вручением ордена Ленина и медали «Золотая Звезда». 
С августа 1944 года, в возрасте 21 год, командовал 93-м гвардейским стрелковым полком 29-й гвардейской стрелковой дивизии. Особо отличился при форсировании реки Великая и при освобождении города Опочка Псковской области. Участвовал в блокаде Курляндской группировки немецких войск. В ноябре 1944 года был уже в третий раз тяжело ранен, после госпиталя вернулся в строй только в марте 1945 года.
Член ВКП(б)/КПСС с 1943 года.
По окончании Великой Отечественной войны продолжил службу в Советской армии. В 1946 году командир полка И. Третьяк поступил в академию. Окончил Военную академию имени М. В. Фрунзе. Затем служил заместителем начальника отдела боевой подготовки 11-й гвардейской армии в Прибалтийском военном округе, командиром 75-го гвардейского мотострелкового полка 26-й гвардейской Восточно-Сибирской Городокской Краснознамённой ордена Суворова мотострелковой дивизии. 
С 15 апреля 1956 года по 19 октября 1957 года командовал 26-й гвардейской стрелковой дивизией.
Окончил Военную академию Генерального штаба Вооруженных Сил СССР в 1959 году.
С января 1960 года — начальник штаба — первый заместитель командующего 3-й общевойсковой армией в Группе советских войск в Германии.
В декабре 1964 — сентябре 1967 годов — командующий 4-й армией Закавказского военного округа. В 1967—1976 годах — командующий войсками Белорусского военного округа, в 1976 году отказался от предложенного министром обороны назначения его заместителем по тылу.
В 1976—1984 годах — командующий войсками Дальневосточного военного округа. 1 сентября 1983 года получил приказ от начальника Главного оперативного управления — первого заместителя начальника Генерального штаба Вооружённых Сил СССР Валентина Варенникова — уничтожить пассажирский «Боинг 747» южнокорейской авиакомпании Korean Air, который нарушил воздушное пространство СССР, и выполнил его, отдав приказ нижестоящим подчинённым на уничтожение самолёта . В результате инцидента погибли 246 пассажиров и 23 члена экипажа.
С 19 июня 1984 по 11 июля 1986 года — главнокомандующий войсками Дальнего Востока.
С 12 июля 1986 по 11 июня 1987 года — заместитель министра обороны СССР — главный инспектор министерства обороны СССР. С 11 июня 1987 по 31 августа 1991 года — заместитель министра обороны СССР — главнокомандующий войсками противовоздушной обороны. Снят с должности 31 августа 1991 года сразу после событий ГКЧП в августе 1991 года.
Кандидат в члены ЦК КПСС (1971—1976), член ЦК КПСС (1976—1990). Депутат Верховного Совета СССР 8—11 созывов (1970—1989).
В отставке с ноября 1991 года. Скончался 3 мая 2007. Похоронен на Троекуровском кладбище Москвы (участок № 6).

## Высшие воинские звания
- 27.08.1957 — генерал-майор,
- 1964 — генерал-лейтенант,
- 1967 — генерал-полковник,
- 1976 — генерал армии.

## Награды
- Герой Советского Союза (24.03.1945);
- Герой Социалистического Труда (16.02.1982);
- орден «За заслуги перед Отечеством» IV степени (23.02.2003);
- четыре ордена Ленина (24.03.1945, 04.05.1972, 21.02.1978, 16.02.1982);
- три ордена Красного Знамени (15.07.1944, 14.10.1944, 22.02.1968);
- орден Кутузова III степени (29.09.1943);
- орден Александра Невского (20.03.1945);
- орден Отечественной войны I степени (11.03.1985);
- два ордена Красной Звезды (05.07.1943, 1954);
- орден «За службу Родине в Вооружённых Силах СССР» II степени (22.02.1989);
- орден «За службу Родине в Вооружённых Силах СССР» III степени (30.04.1975);
- медали СССР;
- Почётный гражданин города Хабаровска;
- Почётный гражданин города Опочки Псковской области;
- три иностранных ордена;
- медали МНР и ряда других стран.

## Сочинения
- Третьяк И. М. Храбрые сердца однополчан. — М.: Воениздат, 1977. — 251 с.
- Третьяк И. М. Организация и ведение наступательного боя в горно-таёжной местности // Военно-исторический журнал. — 1980. — № 7. — С. 42—49.

## Критика

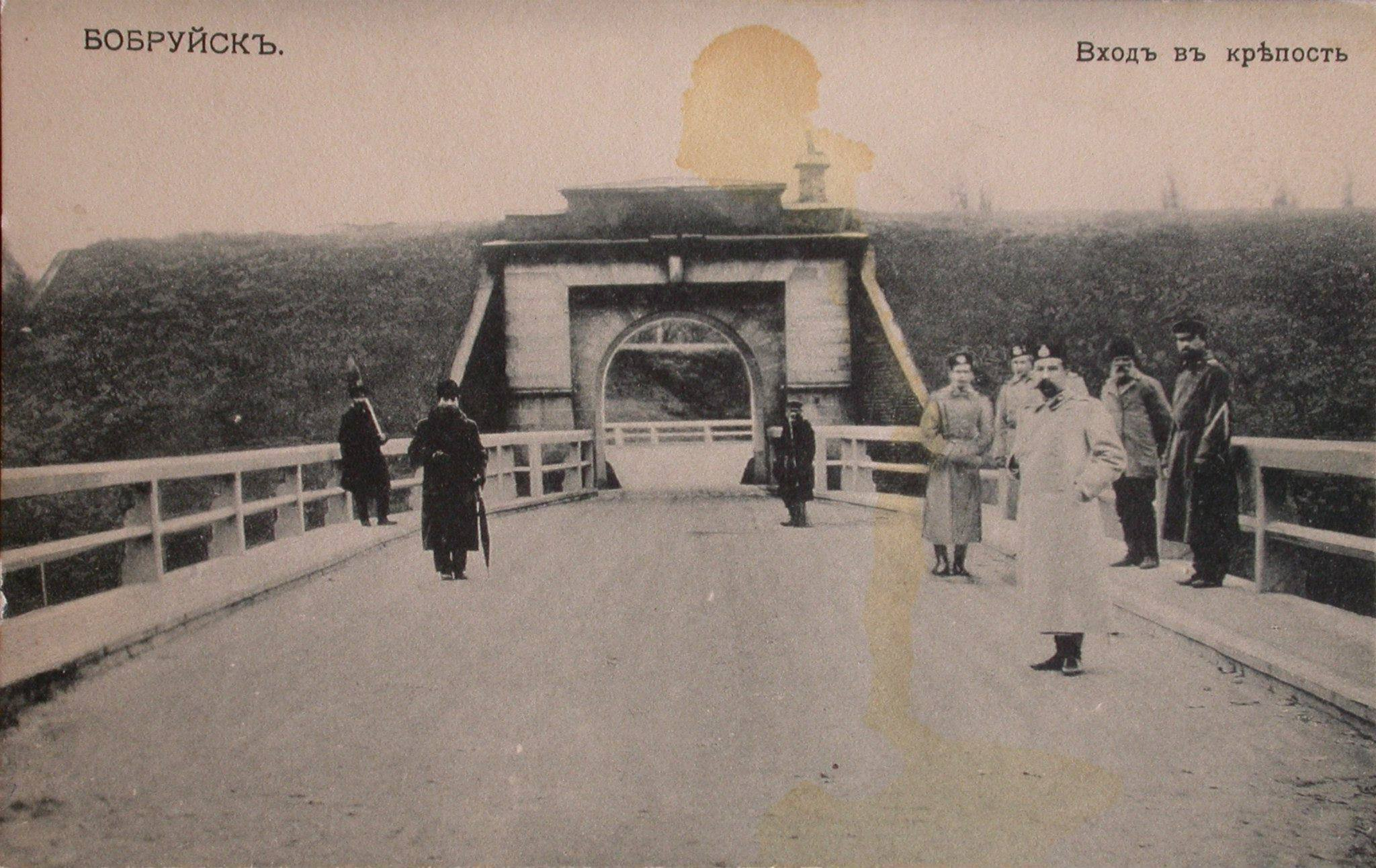
Именно это вход в Бобруйскую крепость был разрушен по приказу Третьяка.

- Именно это вход в Бобруйскую крепость был разрушен по приказу Третьяка. По утверждению одного интернет-блогера, в 1967 году по приказу командующего Белорусским военным округом генерала-полковника Третьяка была осуществлена серия взрывов на территории Бобруйской крепости. Вследствие чего были уничтожены Минские ворота Бобруйской крепости.[12][неавторитетный источник]